# RIAS室内合唱団
RIAS室内合唱団（ドイツ語: RIAS Kammerchor）は、ドイツのベルリンを拠点とする合唱団。運営母体のRundfunk Orchester und Chöre GmbH Berlin（ベルリンの放送管弦楽団と合唱団の有限会社）は、公共放送局ドイチュラントラジオ（40％）とベルリン＝ブランデンブルク放送（5％）、ドイツ連邦共和国（35％）、ベルリン市（20％）が出資する有限会社である。

## 概要
1948年に設立されたこの合唱団は、当初、アメリカ軍占領地区放送局 (Rundfunk im amerikanischen Sektor)、略称RIASにちなんでRIAS放送合唱団（Rundfunkchor des RIAS）と呼ばれていた。 1948年から1952年にかけて、カール・リステンパルトと共演したバッハの作品、68曲のカンタータ、クリスマス・オラトリオ、ヨハネ受難曲などを録音していた。初の演奏会は1948年10月15日で、初代首席指揮者はヘルベルト・フロイツハイムだった。ラジオ局の合唱団として設立されたRIAS室内合唱団は、瞬く間に国内外で高い評価を得た。創立者の目的の一つに現代音楽の振興があり、標準的なレパートリーを演奏するだけでなく、同時代の作曲家の作品を数多く初演しているが、その中にはRIAS室内合唱団に捧げられた作品も含まれている。 この合唱団はベルリン・フィルハーモニーの開館公演にも参加している。これまでに、パウル・ヒンデミット、ボリス・ブラッハー、マウリシオ・カーゲル、エルンスト・クルシェネク、ピエール・ブーレーズ、ハンス・ヴェルナー・ヘンツェ、アリベルト・ライマンなどの作曲家が合唱団に作品を提供している。
ダニエル・ロイスの在任中（2003年-2006年）には、フィリップ・ヘレヴェッヘ、ルネ・ヤーコプス、ニコラウス・アーノンクール、フランス・ブリュッヘン、ジョン・エリオット・ガーディナーなどの指揮者とのコラボレーションにより、合唱団のレパートリーは古楽やバロック音楽にまで拡大された。2007年から2015年までハンス＝クリストフ・ラーデマンが首席指揮者を務め。2016年4月には、2017-2018年シーズンからジャスティン・ドイルが次期首席指揮者兼音楽監督に就任することが発表された。
この合唱団は、ドイツ・グラモフォン、ハルモニア・ムンディ
などのレーベルから合唱団単独やオーケストラとの共演の形による商業録音を行っている。

## 首席指揮者
- ヘルベルト・フロイツハイム（1948年-1954年）
- ギュンター・アルント（1954年-1972年）
- ウーヴェ・グロノスタイ（1972年-1986年）
- マーカス・クリード（1987年-2003年）
- ダニエル・ロイス（2003年-2006年）
- ハンス＝クリストフ・ラーデマン（2007年-2015年）
- ジャスティン・ドイル（2017年-）